# Colloids and Surfaces B
Colloids and Surfaces B: Biointerfaces is een internationaal, aan collegiale toetsing onderworpen wetenschappelijk tijdschrift op het gebied van de
biofysica en de fysische chemie.
De naam wordt in literatuurverwijzingen meestal afgekort tot Colloids Surf. B Biointerfaces.
Het wordt uitgegeven door Elsevier.
Het tijdschrift is ontstaan in 1993 door de opsplitsing van het in 1980 opgerichte tijdschrift Colloids and Surfaces in delen A en B.